# 佩特·哈群斯
派翠西亞·伊芙琳·哈群斯（英語：Patricia Evelyn Hutchins，1942年6月18日—2017年11月8日）是英國繪本作家，創作了40多部繪本和短篇小說，其著名作品包括《母雞蘿絲去散步》、《晚安，貓頭鷹》、《風吹起來》等。1974年，因《風吹起來》而榮獲凱特·格林威獎。

## 生平
出生於英格蘭約克郡，在家中七個孩子中排行第六。自幼便喜愛畫畫，16歲時獲得當地一家藝術學院的獎學金，三年後（1960年）進入利茲藝術學院就讀，1962年畢業。畢業後前往倫敦工作，1963年起在智威湯遜廣告公司工作，並在那裡結識了未來的丈夫勞倫斯·哈群斯。1966年與勞倫斯結婚，並移居美國紐約市。
哈群斯在麥米倫出版公司一位編輯蘇珊·赫希曼的鼓勵之下，創作了她的處女作《母雞蘿絲去散步》，1968年出版，使她一舉成名。
1968年，哈群斯夫妻搬回英國，定居在倫敦。
2017年11月8日，哈群斯在倫敦的家中去世，享年75歲。

## 家庭
丈夫：勞倫斯·哈群斯，也是一名藝術家，於2008年去世。
兒子：摩根和山姆。

## 外部連結
- 官方网站 （英文）
- 佩特·哈群斯在互联网电影资料库（IMDb）上的資料（英文）